# Witley
Witley är en ort i civil parish Witley and Milford, i distriktet Waverley, i Storbritannien. Den ligger i grevskapet Surrey och riksdelen England, i den södra delen av landet, 50 km sydväst om huvudstaden London. Witley ligger 88 meter över havet. Civil parish hade 8 130 invånare år 2011. Byn nämndes i Domedagsboken (Domesday Book) år 1086, och kallades då Witlei.
Terrängen runt Witley är platt. Runt Witley är det ganska tätbefolkat, med 134 invånare per kvadratkilometer. Närmaste större samhälle är Guildford, 10,8 km nordost om Witley. I omgivningarna runt Witley växer i huvudsak blandskog.